# Schwerer Gustav
Schwerer Gustav (magyarul: Nehéz Gusztáv) és Dora volt a neve a második világháború két darab, 80 cm-K (E) német vasúti ostromfegyverének. Fejlesztése az 1930-as évek végén indult a Krupp cégnél. Célja a nehéz erődítmények megsemmisítése, elsősorban a francia Maginot-vonalban. Csaknem 1350 tonnát nyomott, és a 7 tonna tömegű lövedék lőtávolsága 47 km volt. A Gustavot használták a Szovjetunióban, Szevasztopol ostrománál a Barbarossa hadműveletben. Harcoltak Leningrádban, és elbeszélések szerint Varsóban. Majd az amerikai katonák feldarabolták, hogy a szovjetek ne férhessenek hozzá.
Ez volt a legnagyobb űrméretű huzagolt fegyver a tüzérség történetében. A huzagolatlan, 975 mm-es francia Monster, a 914 mm-es brit Mallet, és az amerikai 910 mm-es Little David mozsárágyúk voltak ennél nagyobb csőátmérőjűek.

## Fejlesztés

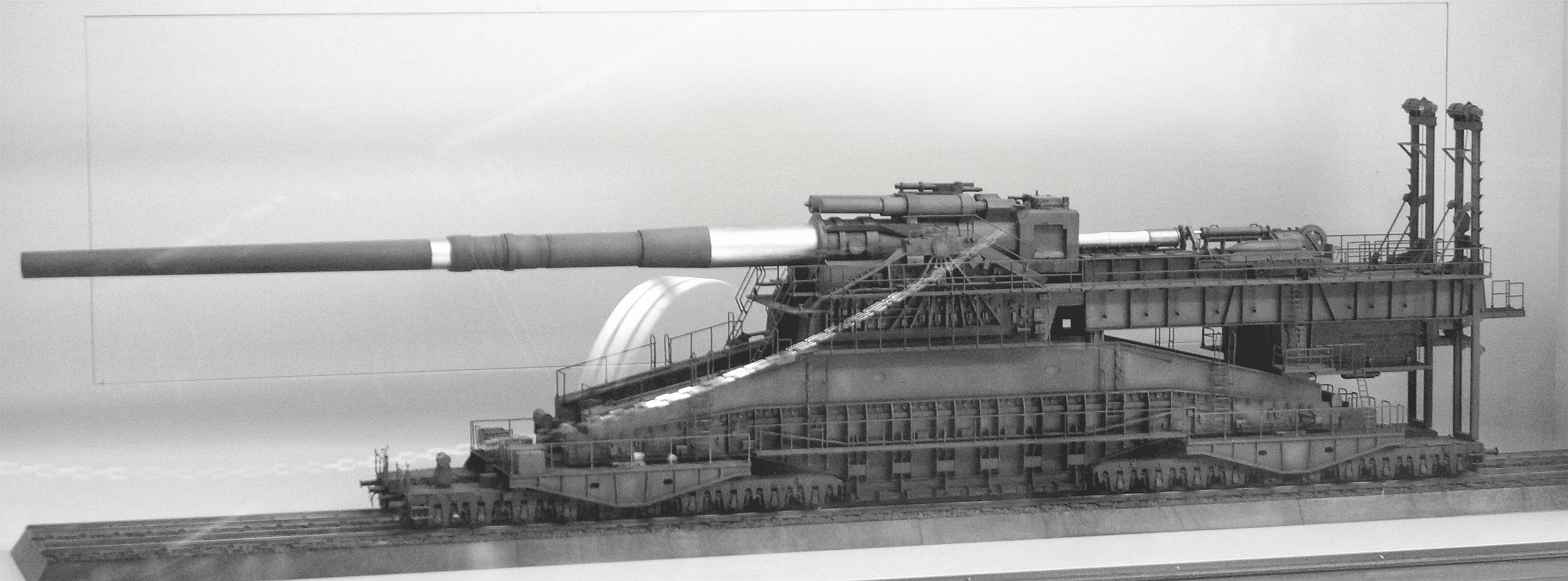
A Dora makettje

1934-ben a német hadsereg főparancsnoksága (OKH) megbízást adott a Kruppnak a németországi Essenben, hogy tervezzen egy fegyvert, amely képes elpusztítani a francia Maginot-vonal erődítményeit. A fegyver lövedékének át kellett ütni a hét méter vastag vasbetont, és egy egy méter vastag acél páncéllemezt, a francia tüzérség lőtávolán kívülről. Dr. Erich Müller kiszámította, hogy a feladatra szánt fegyvernek mintegy 80 cm űrméretűnek kell lennie, lövedéke legalább 7 tonnás és ágyúja 30 méter hosszú. Az előzetes becslések szerint a fegyver súlya meghaladja majd az 1000 tonnát. A méret és súly mellett mozgathatónak kellett lennie, a vasúti sínek nyomtávját és terhelhetőségét is figyelembe véve. Krupp tervei több különböző elrendezésben készültek, 70, 80, 85 cm és 1 m űrmérettel.  A  vasúti ágyú egyetlen mozgó része a csövet tartó emelő volt.
Semmi sem történt 1936 március végéig mikor Adolf Hitler esseni látogatása során érdeklődött, az óriás fegyver megvalósíthatóságáról. Nem ígértek semmi pontosat, de elkezdődött a 80 cm-es modell részletes tervezése. 1937 elején elkészültek a végső változatok, amelyeket az OKH jóváhagyott. A gyártás már 1937 nyarán elkezdődött, de a masszív acél kovácsolása olyan bonyolult feladat volt, hogy az eredeti befejezési határidejére, 1940 tavaszáig sem tudták megépíteni az első példányt.
A tesztmodellt 1939 végén Hillerslebenben vizsgálták. Az áthatolóképesség megfelelt az előírásoknak, a 7,1 tonnás lövedék lerombolta a 7 méter vastag betonfalat, és átütötte az egy méter vastag páncéllemezt is. 1940 közepén tovább fejlesztették a szállítóberendezést is. Két darab Gustav vasúti ágyút rendelt a német hadsereg.
Krupp elkeresztelte a fegyvert Schwerer Gustavnak (Nehéz Gusztáv), miután a vezető a cég igazgatója, Gustav Krupp von Bohlen és Halbach volt. Az első teszttüzelés az üzemben történt szeptember 10-én, 1941-től egy ideiglenes ágyútalpon a Hillersleben lőtéren. Alfried Krupp – akinek az apja (Gustav Krupp) után nevezték el a fegyvert – a rügenwaldei lőtéren végezte a hivatalos próbákat, 1941 tavaszán, amire Hitler személyesen adott engedélyt, és részt is vett rajta. Hitlert lenyűgözte az eredmény, és megparancsolta, hogy a 11 tonnás lövedékek csak akkor használhatók fel ha ő úgy dönt. Ám soha nem adott engedélyt, hogy alkalmazzák. 1941 novemberében a legyártott példányt ismét Rügenwaldeba vitték ahol 8 további vizsgálatra került sor a tüzelés megbízhatósága érdekében, illetve a hatótávolság lemérése miatt. A 7,1 tonnás páncéltörő (AP) lövedék elérte a 37 210 m hatótávolságot.
A fegyvert egy 8 forgóvázas speciális futóműre szerelték, amelyek két párhuzamosan futó vasúti sínpáron mozogtak. Mindegyik forgóváznak 5 tengelye volt, ami összesen 40 tengely (80 kerék). A lőszer egy nehéz beton páncéltörő lövedékből állt, és egy könnyebb robbanóhüvelyből. Nagy hatótávolságú rakétalövedék is tervben volt, amelynek hatótávolsága 150 km lett volna. Ez azonban az ágyúcső 84 méteresre növelését követelte volna meg. A Krupp cég ingyen készítette el az első fegyvert, amely a cég hagyománya. Az előállítás 7 000 000 birodalmi márka volt. A második fegyver névadója a főmérnök felesége Dóra volt.

## Története
1942 februárjában, nehéztüzérségi egységet (E) 672 átszervezték. A Schwerer Gustav kezdte a hosszú útját a Krím-félszigetre. A fegyvert szállító vonat teljes hossza 1,5 km volt. A fegyver 1942 márciusának elején elérte a Perekopi-földszorost, ahol készenlétben tartották április elejéig. Speciális vasúti homlokvonal épült számára. Speciális vasúti pályát fektettek le Szimferopol és Szevasztopol között, 16 km-re északra a céltól. Négy, félkör alakú pálya is épült kifejezetten a Gustav mozgatására.
A Szevasztopol ostroma volt a fegyver első harci próbája. A telepítés május elején indult, és június 5-én a fegyvert kész volt a tüzelésre. A következő célokra alkalmazták:
- Június 5-én a part menti telepített fegyverzet ellen, 25 000 m távolságból. Nyolc lövedéket lőtt ki ide, majd a Sztálin erőd ellen újabb hatot.
- Június 6-án a Molotov erőd következett, amelyre hét lövedéket lőtt ki. A Szevernaja-öbölben a németek által „Fehér szikla” fedőnévvel ellátott célpont következett, ami egy földalatti lőszerraktár volt. A raktárak 30 méterre helyezkedtek el a föld alatt, legalább 10 méter vastag betonfalakkal. Kilenc lövedéket lőttek ki, amelynek hatására a raktár tönkrement.
- Június 7-én egy gyalogsági támadás támogatására vetették be, majd egy távolabbi erődítmény ellen. Hét lövedéket lőtt ki.
- Június 11-én a Szibéria erődre öt lövedéket lőtt ki.
- Június 17-én a Gorkij erőd és a tengerparti ütegek ellen öt lövedéket lőtt ki.

Az ostrom végére, július 4-én Szevasztopol városa romokban hevert, és 30 000 tonna tüzérségi lőszert lőttek el. A Gustav 48 lövése után végleg elhasználódott az ágyúcső, amellyel már a tesztelés és fejlesztés során is körülbelül 250 lövést adtak le. A fegyverre felszerelték a tartalékcsövet, és az eredetit visszaküldték a Krupp gyárba, Essenbe, szabályozásra.
A fegyvert ekkor lebontották, és költöztek a keleti front északi részére, ahol támadást terveztek Leningrád ellen. Mintegy 30 km-re került a város közelébe, Tajci vasútállomásához közel. A Gustav ugyan működőképes volt, de a támadás elmaradt. A monstrum akkor Leningrád közelében töltötte a telet (1942–1943).
Később visszavitték Németországba felújításra. Annak ellenére, hogy egyesek szerint nem használták a varsói felkelés idején, 1944-ben, mégis az egyik lövedékét Lengyelországban találták meg, és a lengyel hadsereg varsói múzeumában található. A megtalálás helye azonban közel esik a lőtérhez, ahol kipróbálták az ágyút.
A fegyvert 1945. április 14-én felrobbantották, hogy megelőzzék szövetséges kézre kerülését. A roncsokat 1945. április 22-én  találták meg az erdőben, Auerbachtól körülbelül 15 kilométerre északra és Chemnitztől 50 km-re délnyugatra. A löveget a nyár folyamán szovjet hadimérnökök vizsgálták meg, majd Merseburgba szállították, szovjet hadizsákmányként.

## Dora
Dora volt a második fegyver, melyet Sztálingrád ellen vetettek be. Amikor a szovjet bekerítés fenyegetett, a németek elkezdték a hosszú visszavonulást, és magukkal vitték a Dorát is.

## Gustav Langer
A Gustav Langer egy hosszú csövű ágyú volt, 52 cm űrmérettel és egy 43 méteres csőhosszal. Célja az volt, hogy nagy hatótávolságú rakétalövedéket indítson. A 680 kilogramm súlyú lövedék a 190 kilométerre levő célokkal is végezhetett volna. Soha nem fejezték be az építését, miután megsérült a RAF esseni bombázásait követően.
A Landkreuzer P. 1500 Monster Project egy 1500 tonnás mobil, önjáró platformra telepített, 80 cm-es űrméretű, valamint két 15 cm SFH 18 nehéz tarackkal, és több MG 151 automata gépágyúval felszerelt jármű terve. Ez könnyedén felülmúlta volna a Panzerkampfwagen VIII Maust (a valaha épített legnehezebb harckocsi).

## Lövedékek

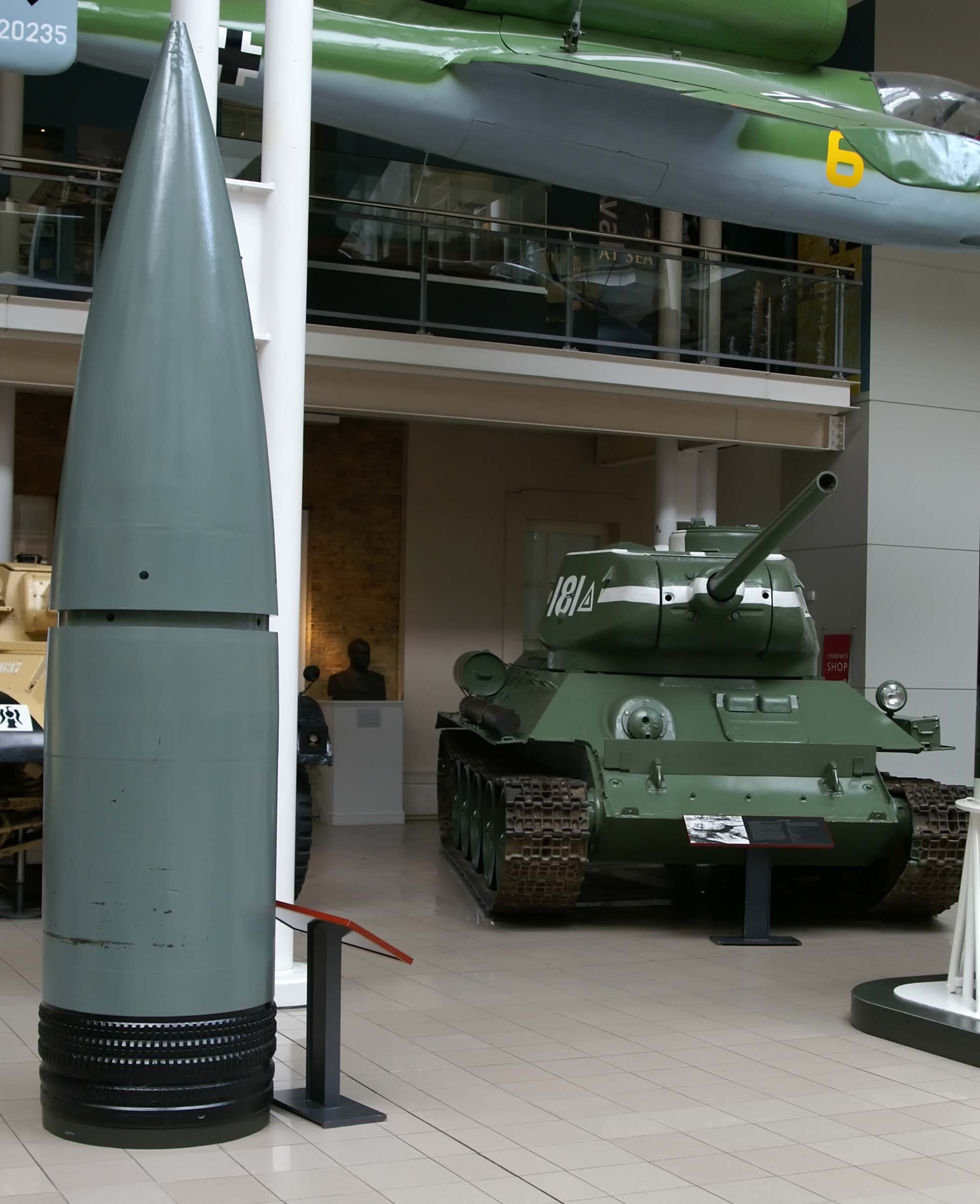
A 80 cm-es lőszer egy T-34-85 szovjet közepestankhoz viszonyítva.

|                              | Repeszromboló lövedék (HE)                      | Páncéltörő lövedék (AP)                                                                                        |
| ---------------------------- | ----------------------------------------------- | --- |
| Tömeg                        | 4800 kg                                         | 7100 kg |
| Robbanótöltet tömeg          | 700 kg                                          | 250 kg |
| Hossz                        |                                                 | 3,6 m |
| Űrméret                      | 80 cm                                           | 80 cm |
| Maximális torkolati sebesség | 820 m/s                                         | 720 m/s |
| Maximális Lőtávolság         | 47 km                                           | 38 km |
| Hatás                        | Kráter mérete: 10 méter mély és 10 méter széles | Átütés: Tesztelésen bizonyították, hogy áthatol - 1 méter acél - 7 méter vasbeton - 10 méter beton akadályokon |
| Megjegyzések                 |                                                 | A legfőbb része a króm-nikkellel és acéllal ellátott alumínium ötvözetből készült ballisztikus orrkúp.         |

## Modellek
- 80 cm "Schwerer Gustav" (Nehéz Gusztáv) – telepítve 1942 márciusában Szevasztopol ellen.
- 80 cm-es "Dora" – Telepítve Sztálingrád ellen 1942 szeptemberben. Talán soha nem használták.
- 52 cm "Langer Gustav" (Hosszú Gusztáv) – építése megkezdődött, de nem fejeződött be.

## Külső hivatkozások
- Angol nyelvű leírás
- A Dóra mozdonya
- Videó a Youtubeon
- History wars weapons